# This Christmas (Patti LaBelle)
| Recensione | Giudizio |
| ---------- | -------- |
| AllMusic   |          |

This Christmas è il primo album natalizio della cantante Patti LaBelle, pubblicato il 30 ottobre 1990 
dall'etichetta discografica MCA. 

## Descrizione
Tra le tracce più significative troviamo 'Twas Love, per cui LaBelle ha girato un video e Nothing Could Be Better, che ha eseguito durante un'apparizione nello show Tutti al college dove ha interpretato la madre di Kadeem Hardison. L'album è stato ripubblicato nel 1995 con una nuova copertina e la traccia bonus Angel Man e successivamente ristampato nel 2004 nella compilation "20th Century Masters: The Christmas Collection".
La produzione dell'album ha coinvolto diversi produttori di spicco, tra cui James "Budd" Ellison, Bunny Sigler, Kenneth Gamble e Leon Huff.
Questo è stato per quasi 20 anni l'unico album in studio natalizio di Patti LaBelle fino all'uscita di Miss Patti's Christmas del 2007.

## Tracce
- CD (MCA Records, MCAD-10113, )

1. This Christmas – 4:20
2. 'Twas Love – 3:43
3. Nothing Could Be Better – 3:24
4. I'm Christmasing With You – 3:38
5. What Are You Doing New Year's Eve? – 4:28
6. If Everyday Could Be Like Christmas – 4:54
7. Reason for the Season – 5:03
8. Country Christmas – 4:16
9. Born in a Manger – 3:29
10. O Holy Night – 4:40
11. Wouldn't It Be Beautiful – 3:56

Durata totale: 45:51
- 12. Angel Man (traccia bonus della riedizione del 1995) (4:03)